# ラケー駅 (ハノイ市)
ラケー駅（ベトナム語：Ga La Khê / 𥩤羅溪?）はベトナムのハノイ市ハドン区に位置するハノイ都市鉄道の駅である。

## 利用可能な路線
ハノイ都市鉄道
2A号線

## 隣の駅
ハノイ都市鉄道
2A号線
ハドン駅 - ラケー駅 - ヴァンケー駅